# 대구광역시 부시장
대구광역시 부시장(大邱廣域市 副市長)은 대구광역시장을 보좌하여 대구광역시청의 사무를 관장하는 고위공무원이다.
행정부시장, 경제부시장 등 2명의 부시장을 두며, 행정부시장은 국가직 가급 상당의 고위공무원으로, 경제부시장은 지방관리관으로 보한다.
대구광역시장의 사고시 행정부시장, 경제부시장의 순으로 그 직무를 대행한다.

## 현임 부시장
- 행정부시장: 김정기
- 경제부시장: 홍성주

## 역대 부시장

### 대구부 부부윤
- 오타 카네키치(太田金吉) 1945년 8월 16일 ~ 1945년 9월 2일
- 정도환(鄭道換) 1945년 9월 2일 ~ 1945년 10월 12일
- 권영세(權寧世) 1945년 10월 13일 ~ 1946년 3월 26일, 대구부 부이사 달성 군수로 전출
- 멘버 1946년 ~ 1947년 미육군 대위
- 이동걸(李東杰) 1946년 3월 27일 ~ 1947년 7월 31일, 경남 울산 대구고보 졸업 농림부 농정과장 내무부 경리과장 문교부 경리과장 역임 경상북도 후생회 이사장으로 전출
- 김종구(金種老+句) 1947년 7월 31일 ~ 1948년 2월 27일, 경북도 인사 처장으로 전출
- 이남기(李南基) 1948년 2월 27일 ~ 1948년 3월 2일 서무과장으로 임시대리
- 조용해(趙龍海) 1948년 3월 3일 ~ 1948년 8월 14일 경북도 후생 국장에서 전임 시장 승임
- 이동걸(李東杰) 1948년 8월 15일 ~
- 조용해(趙龍海) 1949년 1월 19일 ~

### 대구시 부시장
- 김하섭(金河燮) 1951년 ~ 1954년, 서울 성북, 일본 풍국중학교 졸, 전남 고흥군수, 전남도 농업경제과장, 전라남도 사회부 총무과장, 원호국 원호과장, 보건사회부 연금과장 총무과장 역임
- 최우균(崔祐均) 1954년 ~ , 경북 김천, 대구사범 졸업, 봉화군 내무과장, 칠곡군 내무과장, 김천시 부시자, 대구 남명국민학교 교장 역임
- 이OO 1956년
- 이종왕(李鍾旺), 경북 대구, 일본통신대 졸, ? ~ 1958년 10월 4일
- 이종왕(李鍾旺) 1958년 10월 5일 ~ 1959년 6월 12일, 시장으로 승진발령
- 정도환(鄭道煥), 1959년 6월 12일 ~ 1960년 5월 9일
- 직무대리, 손병극(孫炳克) 1960년 5월 9일 ~ , 총무국장으로 직무대리
- 이백희(李白熙) 1960년 ~ 1960년 12월 1일, 시장 서리 겸직, 민선 시장 출마를 위해 사퇴
- 이규홍(李圭洪) 1961년 3월 13일 ~ 1961년 5월 19일
- 권오태(權五泰) 1961년 5월 20일 ~ 1962년, 현역 육군 준장신분
- 이규홍(李圭洪) 1962년 ~ 1962년 12월 31일, 안동시장으로 전출
- 손병국(孫秉國) ? ~ 1966년 6월 2일
- 김무연(金武然) 1966년 6월 2일 ~ 1968년 5월 3일, 경북도 내무국장으로 전출
- 박창규(朴昌奎) 1968년 5월 ~ 1969년
- 박용근(朴用根) 1969년 ~ 1970년 9월 11일, 경주시장으로 전출
- 이승희(李升熙)
- 이상호(李相浩) 1978년
- 홍석표(洪晳杓) 1981년 6월 25일 ~ 1981년 6월 30일

### 대구직할시 부시장
| 대수     | 이름           | 임기                                | 비고                      |
| -------- | -------------- | ----------------------------------- | ------------------------- |
| 1대      | 홍석표(洪晳杓) | 1981년 7월 1일 ~ 1982년 3월 11일    |                           |
| 2대      | 강태홍(姜泰泓) | 1982년 3월 12일 ~ 1983년 12월 25일  |                           |
| 3대      | 유경호         | 1983년 12월 26일 ~ 1985년 1월 17일  |                           |
| 4대      | 이봉학         | 1985년 1월 18일 ~ 1986년 10월 24일  | 1부시장                   |
| 4대      | 엄대현(嚴大鉉) | 1985년 12월 13일 ~ 1986년 10월 24일 | 2부시장                   |
| 직무대리 | 한명환(韓明煥) | 1986년 10월 25일 ~ 1987년 5월 27일  |                           |
| 5대      | 한명환(韓明煥) | 1987년 5월 28일 ~ 1987년 9월 7일    |                           |
| 6대      | 김경호         | 1987년 9월 8일 ~ 1988년 5월 31일    |                           |
| 7대      | 황길태(黃吉台) | 1988년 6월 1일 ~ 1988년 12월 31일   |                           |
| 8대      | 정충검(鄭忠儉) | 1989년 1월 1일 ~ 1989년 12월 27일   |                           |
| 9대      | 이의익(李義翊) | 1989년 12월 28일 ~ 1991년 1월 11일  | 경기도 부지사로 전출      |
| 10대     | 정충검(鄭忠儉) | 1991년 1월 12일 ~ 1993년 3월 13일   | 대구시시설관리공단장 전출 |
| 11대     | 양종석(梁鍾釋) | 1993년 3월 15일 ~ 1994년 3월 9일    |                           |
| 12대     | 이종주(李鍾宙) | 1994년 3월 10일 ~ 1994년 12월 31일  |                           |

### 대구광역시 부시장
| 대수 | 이름           | 임기                              | 비고 |
| ---- | -------------- | --------------------------------- | ---- |
| 13대 | 김정규(金丁奎) | 1995년 1월 1일 ~ 1995년 4월 18일  |      |
| 14대 | 박광희(朴光熙) | 1995년 4월 19일 ~ 1995년 7월 10일 |      |

### 대구광역시 행정부시장
| 대수     | 이름            | 임기                                | 비고                                              |
| -------- | --------------- | ----------------------------------- | ------------------------------------------------- |
| 1대      | 박광희(朴光熙)  | 1995년 7월 11일 ~ 1995년 11월 13일  |                                                   |
| 직무대리 | 박병련          | 1995년 11월 14일 ~ 1997년 6월 11일  |                                                   |
| 2대      | 박병련          | 1997년 6월 12일 ~ 2000년 7월 11일   |                                                   |
| 3대      | 김기옥          | 2000년 7월 12일 ~ 2003년 4월 30일   |                                                   |
| 4대      | 조기현          | 2003년 5월 1일 ~ 2005년 2월 28일    |                                                   |
| 직무대리 | 문영수          | 2005년 3월 2일 ~ 2005년 3월 21일    | 시청 기획관리실장(이사관)                         |
| 5대      | 강병규          | 2005년 3월 22일 ~ 2006년 8월 20일   | 소청심사위원                                      |
| 6대      | 권영세          | 2006년 8월 21일 ~ 2009년 12월 18일  |                                                   |
| 직무대리 | 이진훈          | 2009년 12월 19일 ~ 2009년 12월 31일 | 시청 기획관리실장                                 |
| 직무대리 | 김연수          | 2010년 1월 1일 ~ 2010년 2월 10일    |                                                   |
| 7대      | 김연수          | 2010년 2월 11일 ~ 2013년 4월 30일   |                                                   |
| 8대      | 여희광          | 2013년 5월 1일 ~ 2014년 8월 28일    | 대구시 기획관리실장, 행정안전부 재난총괄과장 역임 |
| 9대      | 정태옥          | 2014년 8월 29일 ~ 2015년 9월 30일   |                                                   |
| 직무대리 | 이상길          | 2015년 10월 1일 ~ 2015년 11월 9일   | 대구시 기획조정실장                               |
| 10대     | 김승수          | 2015년 11월 10일 ~ 2018년 8월 12일  |                                                   |
| 11대     | 이상길          | 2018년 8월 13일 ~ 2020년 1월 16일   |                                                   |
| 12대     | 채홍호 (蔡鴻浩) | 2020년 2월 7일 ~ 2021년 12월 31일   | 행정안전부 재난관리실장                           |
| 직무대리 | 김정기 (金楨璂) | 2022년 1월 1일 ~ 2022년 1월 20일    | 대구시 기획조정실장                               |
| 13대     | 김종한 (金鍾漢) | 2022년 1월 21일 ~ 2023년 11월 13일  |                                                   |
| 14대     | 김선조 (金善照) | 2023년 12월 1일 ~ 2024년 12월 11일  |                                                   |
| 직무대리 | 황순조          | 2024년 12월 11일 ~ 2025년 1월 19일  | 대구시 기획조정실장                               |
| 15대     | 김정기 (金楨璂) | 2025년 1월 20일 ~                   |                                                   |

### 대구광역시 정무부시장
| 대수     | 이름            | 임기                               | 비고                      |
| -------- | --------------- | ---------------------------------- | ------------------------- |
| 직무대리 | 이희태 (李熙台) | 1995년 7월 11일 ~ 1995년 10월 20일 | 기획관리실장으로 직무대리 |
| 1대      | 이진무 (李鎭茂) | 1995년 10월 21일 ~ 2000년 1월 14일 |                           |
| 직무대리 | 조기현          | 2000년 1월 15일 ~ 2000년 8월 9일   | 기획관리실장으로 직무대리 |
| 서리     | 신동수          | 2000년 8월 10일 ~ 2000년 8월 31일  |                           |
| 2대      | 신동수          | 2000년 9월 1일 ~ 2003년 5월 9일    |                           |
| 3대      | 김범일          | 2003년 5월 10일 ~ 2006년 1월 22일  |                           |
| 4대      | 문영수          | 2006년 1월 23일 ~ 2006년 9월 25일  |                           |
| 5대      | 박봉규          | 2006년 9월 26일 ~ 2008년 7월 23일  |                           |
| 직무대리 | 김연수          | 2008년 7월 23일 ~ 2008년 7월 31일  | 기획관리실장으로 직무대리 |
| 6대      | 남동균 (南東均) | 2008년 8월 1일 ~ 2011년 2월 11일   |                           |
| 7대      | 김연창          | 2011년 2월 14일 ~ 2014년 12월 19일 | 국가정보원 정보판단실장   |

### 대구광역시 경제부시장
| 대수 | 이름           | 임기                               | 비고 |
| ---- | -------------- | ---------------------------------- | ---- |
| 1대  | 김연창         | 2014년 12월 20일 ~ 2018년 7월 23일 |      |
| 2대  | 이승호         | 2018년 8월 2일 ~ 2020년 6월 30일   |      |
| 3대  | 홍의락         | 2020년 7월 1일 ~ 2021년 9월 1일    |      |
| 4대  | 정해용(鄭海容) | 2021년 9월 8일 ~ 2022년 6월 30일   |      |
| 5대  | 이종화(李鐘和) | 2022년 7월 1일 ~ 2023년 11월 16일  |      |
| 6대  | 정장수(鄭章守) | 2023년 11월 17일 ~ 2025년 4월 7일  |      |
| 7대  | 홍성주(洪性柱) | 2025년 4월 9일 ~                   |      |

## 같이 보기
- 대구광역시장
- 경상북도 부지사